# Kid Lucky
Kid Lucky è una serie televisiva d'animazione francese basata sul fumetto Les Aventures de Kid Lucky, spin-off di Lucky Luke. La serie viene trasmessa sul canale francese M6 dall'estate 2020 con episodi della durata di 12 minuti ciascuno.
In Italia sono stati pubblicati in anteprima mondiale i primi 20 episodi su RaiPlay il 16 maggio 2020, mentre in televisione sono andati in onda su Rai Gulp dal 28 settembre 2020 saltando l'episodio 21 e fermandosi all'episodio 27. I restanti episodi, incluso il 21, sono stati pubblicati su Raiplay il 21 maggio 2021, mentre in tv vanno in onda dal 6 luglio 2021 sullo stesso canale.

## Trama
Kid insieme ai suoi amici vivono emozionanti avventure nella città fittizia di Nothing Gulch.

## Personaggi
Nei titoli di coda non vengono menzionati i personaggi, ma solo i doppiatori.
- Kid: Flavio Dominici[3]
- Ugo De Cesare
- Lavinia Paladino
- Jessica Bologna
- Daniela Amato
- Danny Francucci
- Deborah Ciccorelli
- Ruggero Andreozzi
- Sacha Pilara
- Chiara Salerno
- Dado Coletti
- Andrea Ward
- Marco De Risi
- Rosy Rude: Lilli Manzini[4]
- Alessandra Cerruti
- Giorgio Lopez

## Episodi
| N° | Titolo italiano                  | Data Italia     |
| -- | -------------------------------- | --------------- |
| 1  | Ti sfido a duello!               | 16 maggio 2020  |
| 2  | Caccia al tesoro                 | 16 maggio 2020  |
| 3  | Un regalo per Kid                | 16 maggio 2020  |
| 4  | Una giornata da cowboy           | 16 maggio 2020  |
| 5  | La sfortuna di Dopey             | 16 maggio 2020  |
| 6  | Il lago dei polli                | 16 maggio 2020  |
| 7  | Chi vuole rapire Jolly Jumper?   | 16 maggio 2020  |
| 8  | Ultima fermata per Nothing Gulch | 16 maggio 2020  |
| 9  | Problemi in scala reale          | 16 maggio 2020  |
| 10 | A lezione di animali             | 16 maggio 2020  |
| 11 | La legge è la legge              | 16 maggio 2020  |
| 12 | Il bisonte assetato              | 16 maggio 2020  |
| 13 | Lo stufato della libertà         | 16 maggio 2020  |
| 14 | Il fantasma del saloon           | 16 maggio 2020  |
| 15 | Diligenza o telegrafo?           | 16 maggio 2020  |
| 16 | Ospitare, che fatica!            | 16 maggio 2020  |
| 17 | Sete di conoscenza               | 16 maggio 2020  |
| 18 | Un giorno da Apache              | 16 maggio 2020  |
| 19 | Attenti all'orso                 | 16 maggio 2020  |
| 20 | Il numero vincente               | 16 maggio 2020  |
| 21 | Tiratore scelto                  | 21 maggio 2021  |
| 22 | Sveglia maestra!                 | 8 ottobre 2020  |
| 23 | La riconquista della base        | 8 ottobre 2020  |
| 24 | È l'ora del bagno!               | 9 ottobre 2020  |
| 25 | La febbre dell'oro               | 9 ottobre 2020  |
| 26 | Il gentiluomo di Nothing Gulch   | 10 ottobre 2020 |
| 27 | La profezia                      | 10 ottobre 2020 |
| 28 | Una passeggiata nel bosco        | 21 maggio 2021  |
| 29 | Lo scoop                         | 21 maggio 2021  |
| 30 | Le penne della discordia         | 21 maggio 2021  |
| 31 | Il prezzo della gloria           | 21 maggio 2021  |
| 32 | Evviva il West                   | 21 maggio 2021  |
| 33 | Il gusto delle feste             | 21 maggio 2021  |
| 34 | Scambio di cavalli               | 21 maggio 2021  |
| 35 | Foto di classe                   | 21 maggio 2021  |
| 36 | Una partita interrotta           | 21 maggio 2021  |
| 37 | Ritorno sui banchi               | 21 maggio 2021  |
| 38 | Uno scherzo di troppo            | 21 maggio 2021  |
| 39 | Cactus Jack                      | 21 maggio 2021  |
| 40 | Ciak! Azione!                    | 21 maggio 2021  |
| 41 | Un fiore di cactus               | 21 maggio 2021  |
| 42 | La foto del secolo               | 21 maggio 2021  |
| 43 | Rolling Texas                    | 21 maggio 2021  |
| 44 | Un duello di troppo              | 21 maggio 2021  |
| 45 | Rodeo in bici                    | 21 maggio 2021  |
| 46 | La stella scomparsa              | 21 maggio 2021  |
| 47 | Arriva la zia!                   | 21 maggio 2021  |
| 48 | A tutto vapore                   | 21 maggio 2021  |
| 49 | Già dieci anni!                  | 21 maggio 2021  |
| 50 | La Gazzetta di Nothing Gulch     | 21 maggio 2021  |
| 51 | Missione segreta                 | 21 maggio 2021  |
| 52 | Vacanza da cowboy                | 21 maggio 2021  |